# South Warnborough
South Warnborough est une paroisse civile et un village du Hampshire, en Angleterre.